# Boží hora
Boží hora (německy Gotthausberg, 527 m n. m.) je nejvyšší vrchol v Žulovské pahorkatině nalézající se u obce Žulová v okrese Jeseník v Olomouckém kraji.

## Popis lokality

### Geologie a mineralogie
Mimo jiné se jedná o zajímavé geologickou lokalitu, hora je tvořena vyvřelými horninami pocházejícími z žulovského plutonu, které zde prorazily devonskými vápenci. Jde o zajímavé naleziště srostlic minerálů, například hessonitu. Vyskytuje se zde i vesuvianit, wollastonit, epidot, diopsid a scheelit. Na jižním svahu se nachází opuštěný kamenolom.

### Církevní památky
Na skále se nachází soška Panny Marie, jejíž podobizna se zde objevila podle pramenů již ve 12. století. Na vrcholku hory se také nalézá novogotický kostel Panny Marie Bolestné, postavený v letech 1878 až 1880 na místě starší dřevěné stavby z let 1712 až 1713.

## Poutní místo
Jde také o tradiční poutní místo často navštěvované nejen vratislavskými biskupy, ze Žulové sem vede Křížová cesta. V letech 1878-1880 byla dosavadní dřevěná poutní kaple nahrazena novostavbou novogotického kostela. Místo navštívili i někteří významní hosté (například básník Josef von Eichendorff, saská královna Karola). Roku 1905 byla pro poutníky u kostela postavena (dnes zaniklá) chata „Jiřího dům“, pojmenovaná podle kardinála Georga Koppa.

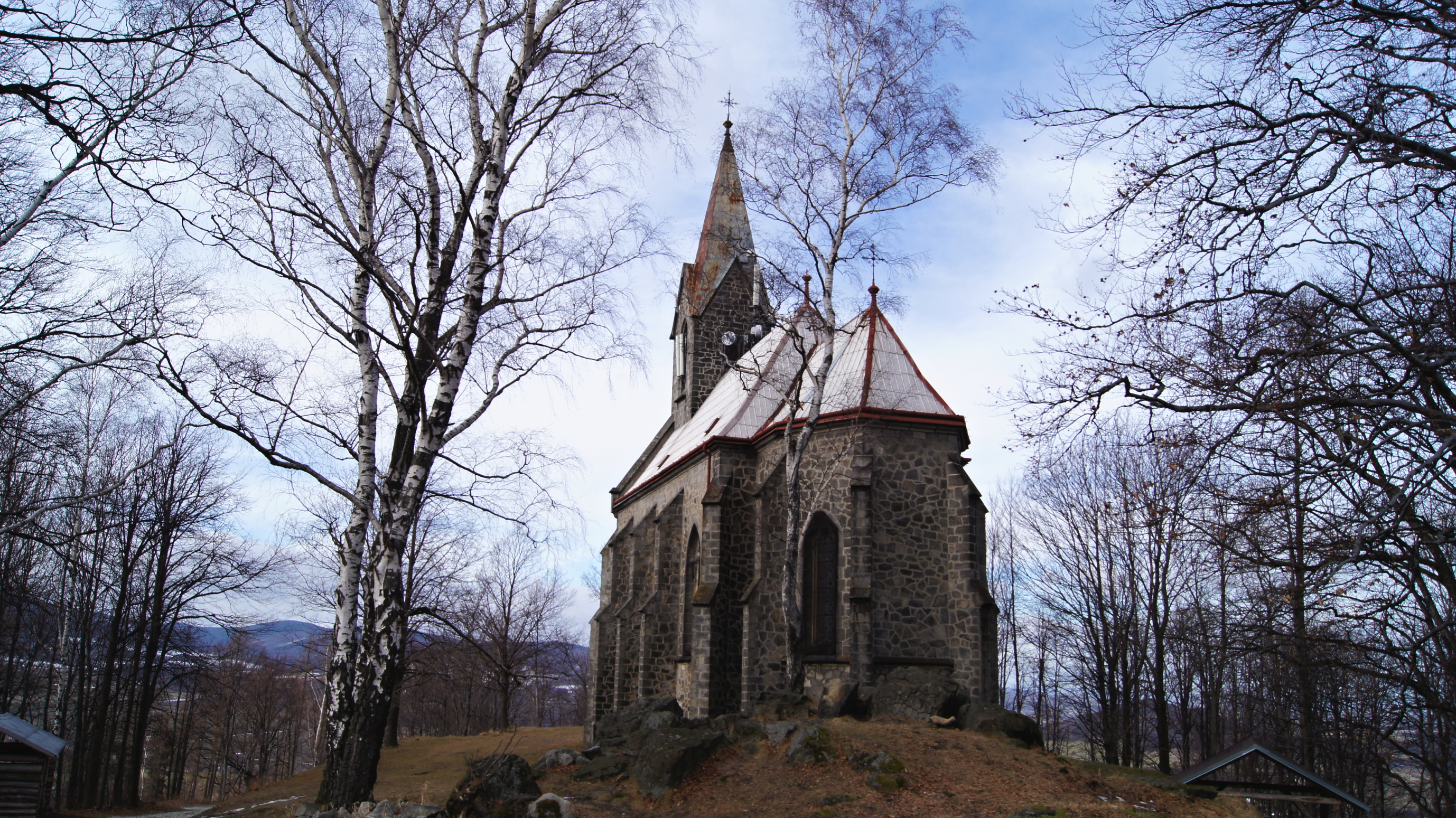
poutní kostel Panny Marie Bolestné
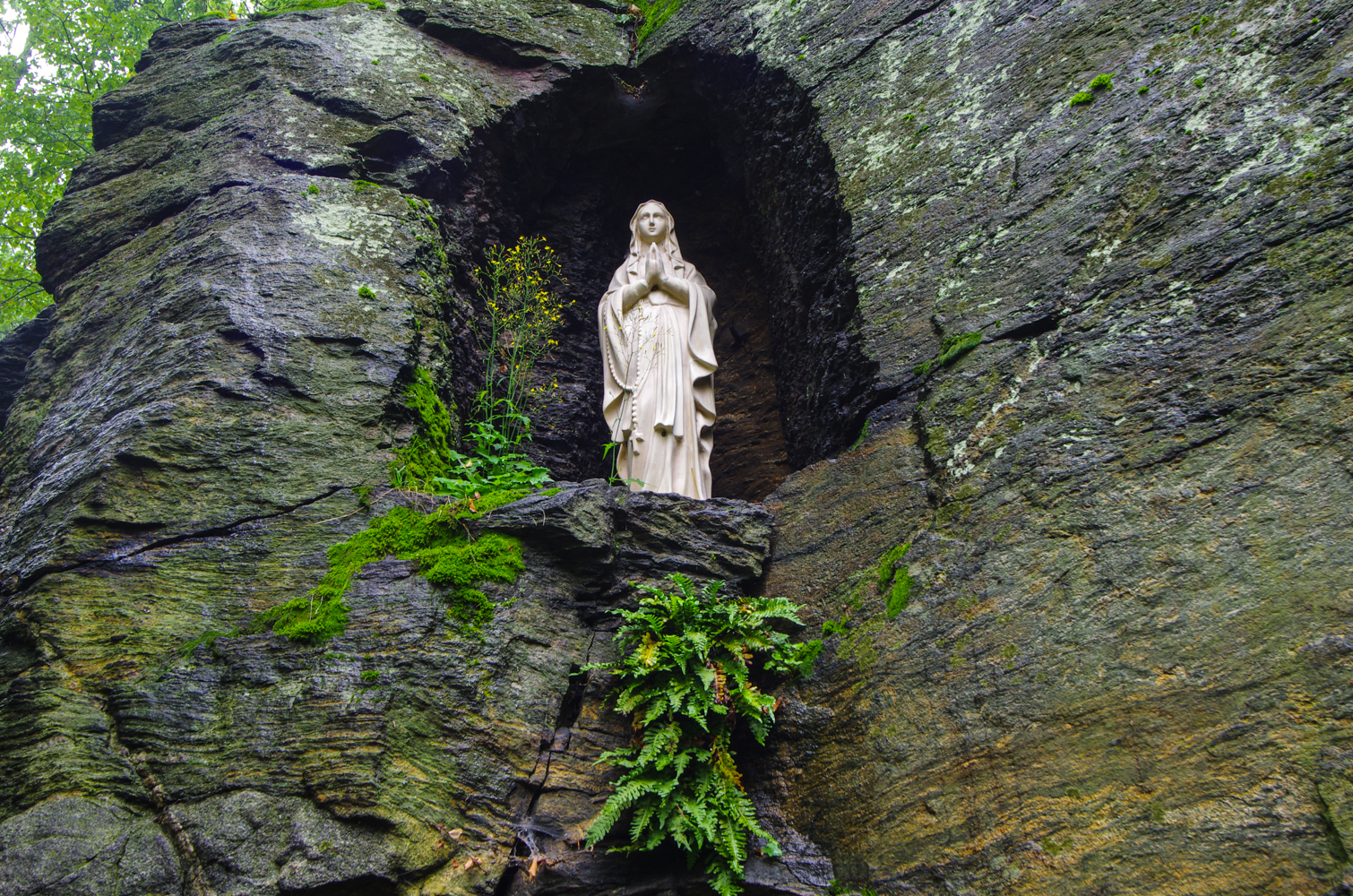
soška Panny Marie
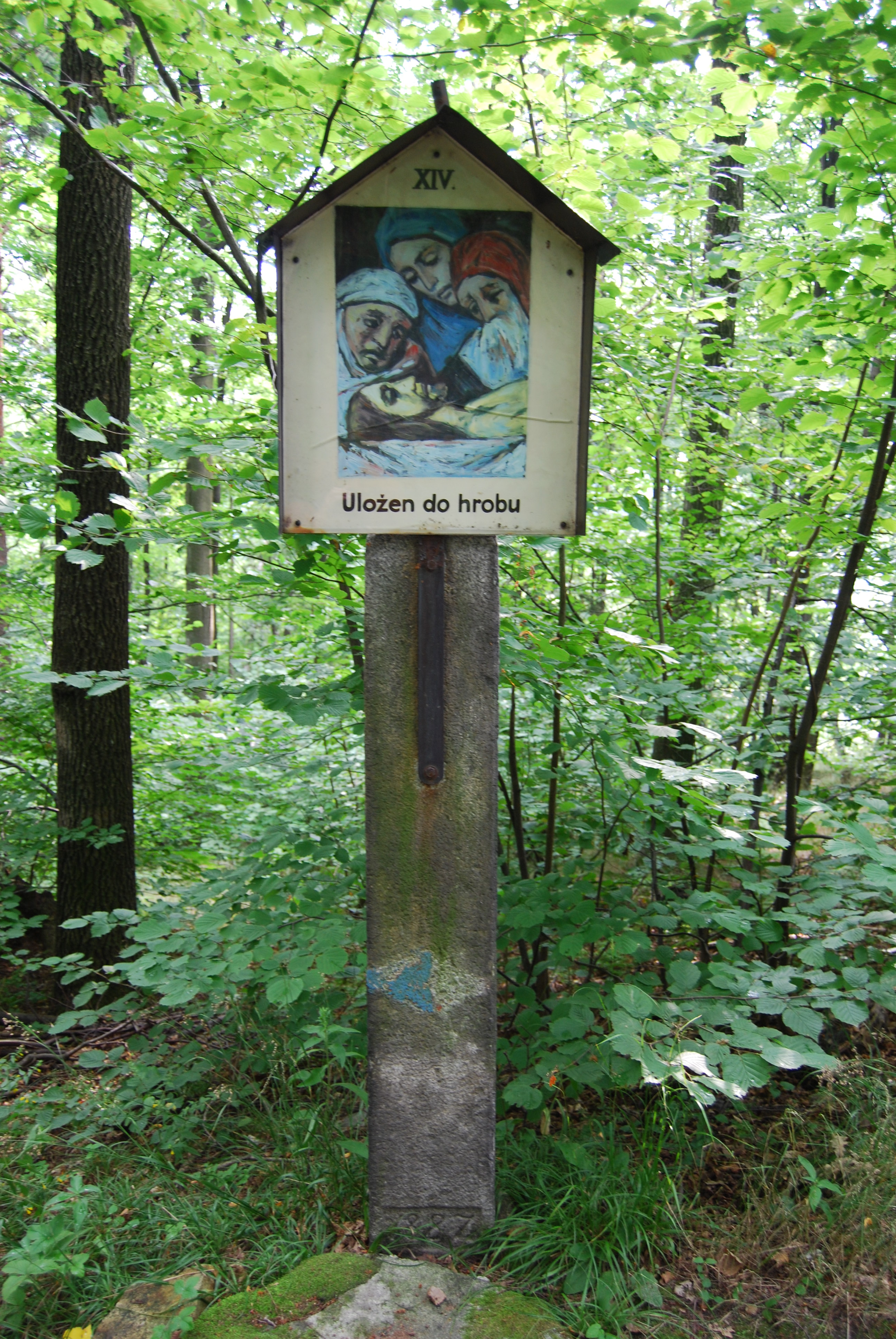
zastavení křížové cesty
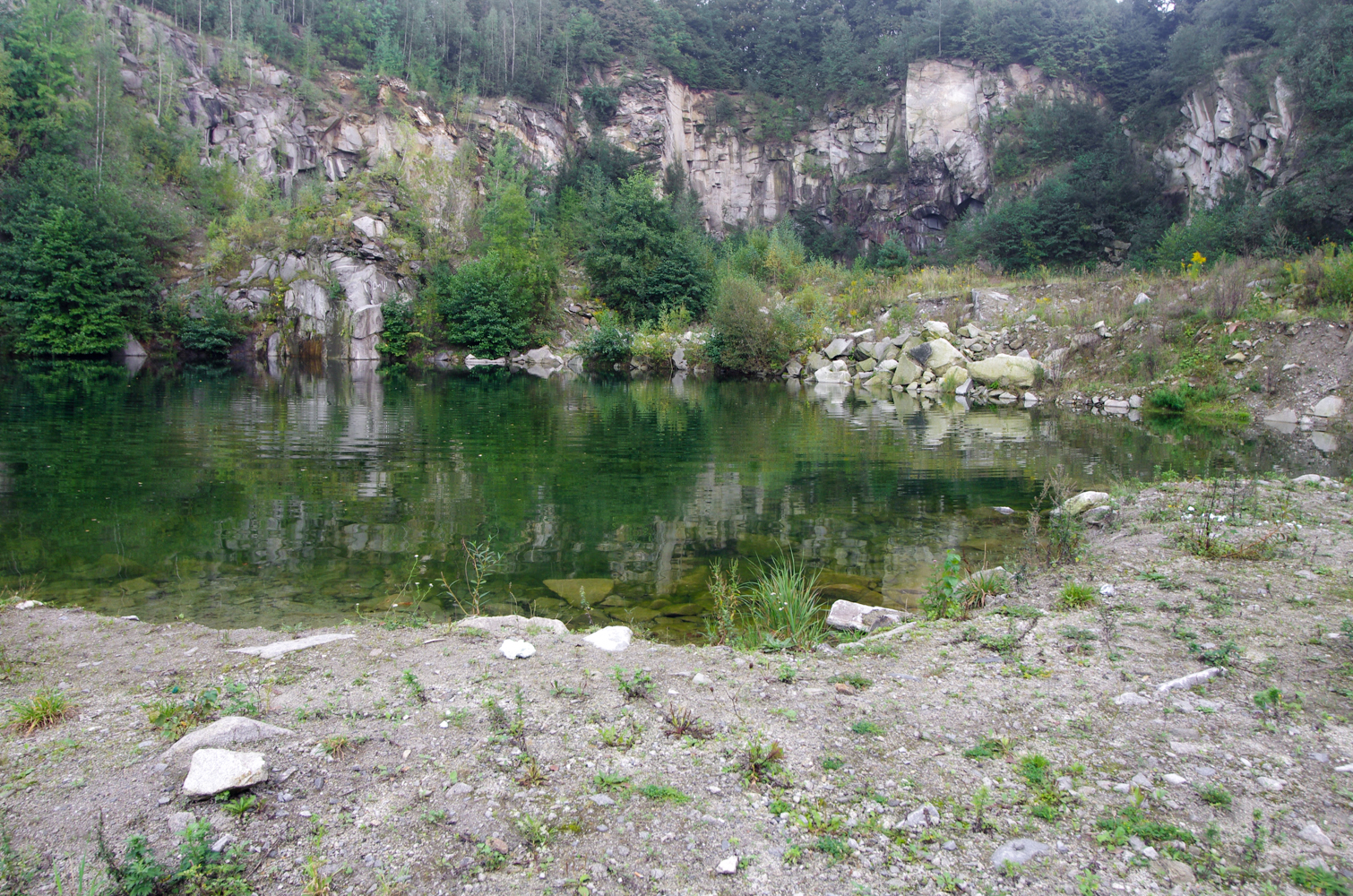
žulový lom